# Abdarainurus
Abdarainurus — рід завроподів, що існував у пізній крейді. Найімовірніше, базальний представник Titanosauria. Рештки знайдені на території Монголії і включають хребці та шеврони. Описано один вид — Abdarainurus barsboldi.
Родова назва на честь місцини, де знайдені рештки (Abdrant Nuru) в російській вимові (Abdarain Nuru) і urus, від давньогрецького ουρά («хвіст»). Видова назва на честь Р. Барсболда.